# Hartmann Fugger von Kirchberg
Hartmann Max Josef Fugger von zu Kirchberg und Weißenhorn (* 30. Juni 1829 auf Schloss Kirchberg; † 5. April 1899 in Oberkirchberg) war Jurist und Mitglied des Deutschen Reichstags.

## Leben
Fugger von Kirchberg war Mitglied der gräflichen Familie Fugger und von 1842 bis 1847 Zögling der Königlichen Pagerie in München. Er besuchte dort auch von 1843 bis 1847 des Ludwigsgymnasium. Er studierte von 1847 bis 1851 an den Universitäten München und Berlin und bestand 1853 das Staatsexamen in München. Fugger von Kirchberg arbeitete vor und nach dem Examen als Praktikant und Accessist bei drei verschiedenen Gerichten, ferner beim Landkommissariat Speyer und bei den Regierungen in München und in Speyer. 1856 wurde er Landkommissariatsaktuar in Kusel und 1858 Regierungsassessor in Augsburg. 1862 wurde er Bezirksamtmann und Stadtkommissär in Neuburg an der Donau und 1869 Regierungsrat in Speyer. Von 1862 bis 1869 Vorstand der Bibliothekskommission und des landwirtschaftlichen Vereins in Neuburg a. D. Seit 1875 Mitglied des Bayerischen Landtags für den Wahlkreis Donauwörth und von 1877 bis 1881 war er Mitglied des Deutschen Reichstags für den Wahlkreis Schwaben 3 (Dillingen) und das Zentrum. Er war Regierungspräsident der Oberpfalz und von Regensburg von 1894 bis zu seinem Tod 1899.